# 王繼明
王繼明（1545年—1608年），字用晦，初號東野，改號省庵，浙江溫州府永嘉縣人，明朝政治人物。

## 生平
正月初六日生，行一，治《詩經》，隆慶元年（1567年）由縣學增廣生中式隆慶元年（1567年）丁卯科浙江鄉試第十五名舉人，萬曆二年（1574年）登甲戌科會試第二百十八名，第三甲第一百八十七名進士。初授当涂（丹徒）令，万历七年以强盗越城横劫，谪贛州府經歷，萬曆十年（1582年）遷江西樂安令，十四年大计，升南行人司副、南刑部广东司员外郎、山东司郎中，出任镇江知府，二十年（1592年）丁父忧归。二十三年起補襄阳知府，复丁母忧归。起补太平知府，二十九年升四川下川东道副使，三十三年加升参政，以入贺万寿节，便道归里，遂引疾乞休。三十五年秋晋按察使，未任卒于家。

## 家族
曾祖王楫，祖王儼，號一松；父王允文（1517年-1592年），號碧山，母張氏，赠淑人。重慶下。兄王如珪（貢士）；王光蘊（貢士），弟如璧（錦衣衛副千戶）；繼旦；繼昭。